# EULEX IG
EULEX IG, IG EULEX, Intervention Group oder IG ist ein multinationales Team von polizeilichen Spezialeinheiten welche im Kosovo für die EU-Mission EULEX Kosovo tätig ist. EULEX IG ist der Nachfolger vom Team 6 und wurde im Dezember 2008 gegründet. Die Einheit hat etwa 50 Planstellen jedoch sind nur etwa 30 Mitglieder tatsächlich in der Einheit. Sitz der Einheit ist Mitrovica.
Es werden ausschließlich Mitglieder für die Einheit rekrutiert, welche sieben Jahre Erfahrung in ihrer Nationalen Spezialeinheit haben. Außerdem wird vorausgesetzt, dass man gut Englisch sprechen kann. Alle sechs Monate wird angekündigt, dass neue Mitglieder gesucht werden. Neue Mitglieder werden vom Kommandant vorgeschlagen und dies wird in der Intervetionsgruppe diskutiert und entschieden. Jedoch ist es häufig so, dass viele Mitglieder bereits in der Einheit gedient haben und man sich gegenseitig kennt. Vor Ort wird dann zwei Wochen mit den neuen Mitglieder geübt und danach können diese in den Einsatz gehen. Der Dienst in der IG dauert drei Jahre.
Die Aufgabe der Interventionsgruppe besteht u. a. darin, Verhaftungen im Umfeld der organisierten Kriminalität durchzuführen oder wichtige Persönlichkeiten zu beschützen. Auch die Befreiung von Geiseln ist Teil der Aufgabe der IG. Die Waffen und sonstige persönliche Ausrüstung kommen aus den Einheiten der entsendeten Mitglieder. Es werden jedoch Aufbruchswerkzeuge, Ballistische Schilde, Kameras, Nachtsichtgeräte oder Funkgeräte von der EULEX zur Verfügung gestellt. Auch gepanzerte Fahrzeuge wie Toyota Land Cruiser, Nissan Patrol und Fahrzeuge von Mercedes-Benz sind gestellt. Einige Zeit hatte die EULEX keine eigenen Helikopter, sodass Helikopter von KFOR gemietet und für die IG eingesetzt wurden. Es stehen jedoch, Stand 2014, Helikopter der IG zur Verfügung, welche der EULEX gehören. Dazu hat man drei Aérospatiale SA 330 beschafft, wovon einer als MedEvac eingesetzt wird.